# Кладбище Монпарнас
Кла́дбище Монпарна́с, или Монпарна́сское кладбище (фр. Cimetière du Montparnasse) — одно из самых известных кладбищ Парижа.
Расположено в южной части города Парижа, в районе Монпарнас (14-й городской округ).
Основано 25 июля 1824 года на бывших землях городской богадельни и поначалу называлось «Южное кладбище» (Le Cimetière du Sud).
Кладбище состоит из 35 тысяч участков, на которых захоронены более 300 000 человек. Здесь похоронены политические и военные деятели, учёные, философы, художники, актёры и писатели (см. Похороненные на кладбище Монпарнас).
Одним из самых дорогостоящих является надгробие совершившей самоубийство русской студентки Татьяны Рашевской в виде обнажённых целующихся любовников, выполненное в 1911 году пионером абстракционизма Константином Бранкузи. Российские наследники Рашевской через суд добиваются права демонтировать надгробие и продать его на аукционе.
На кладбище можно найти ряд гробниц в память о погибших на исходе франко-прусской войны во время осады Парижа (1870–1871) и Парижской коммуны (1871).

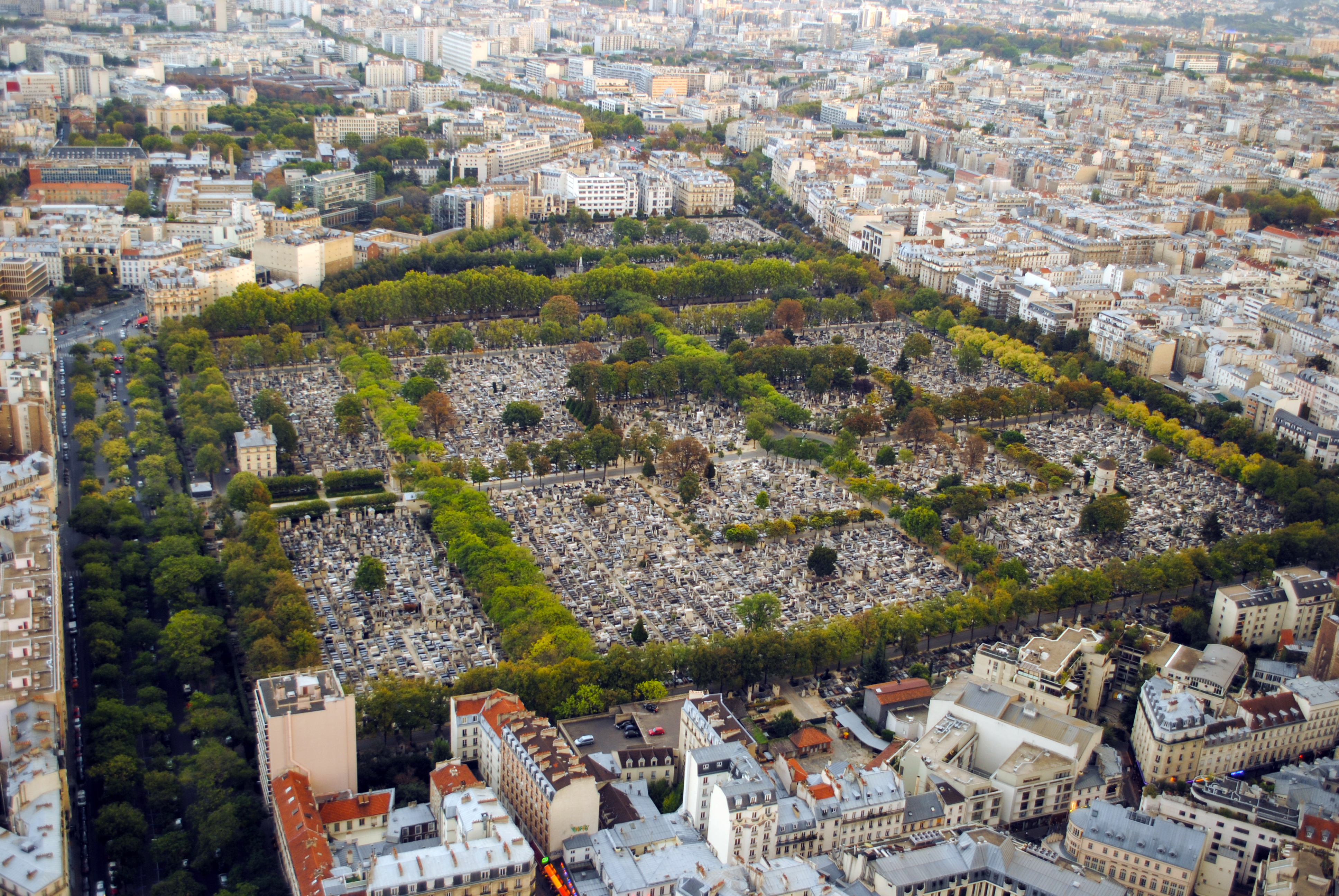
Общий вид кладбища
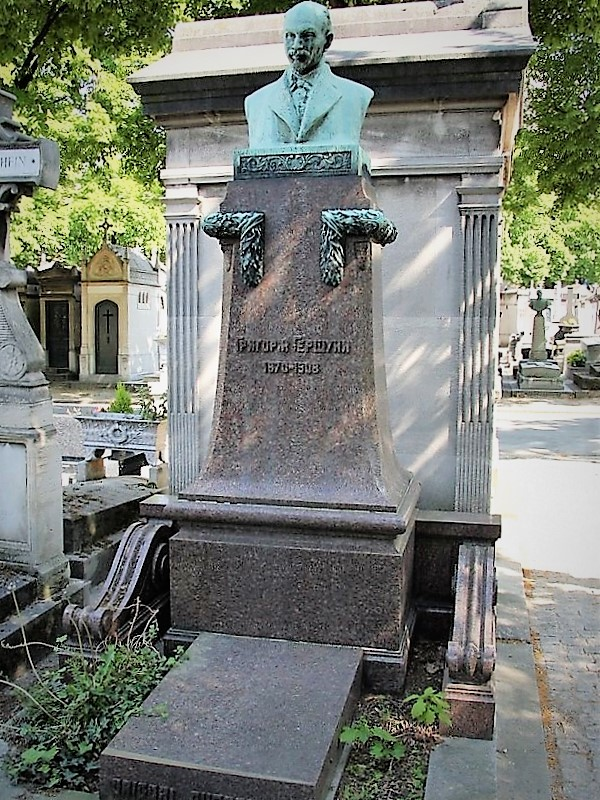
Могила Григория Гершуни
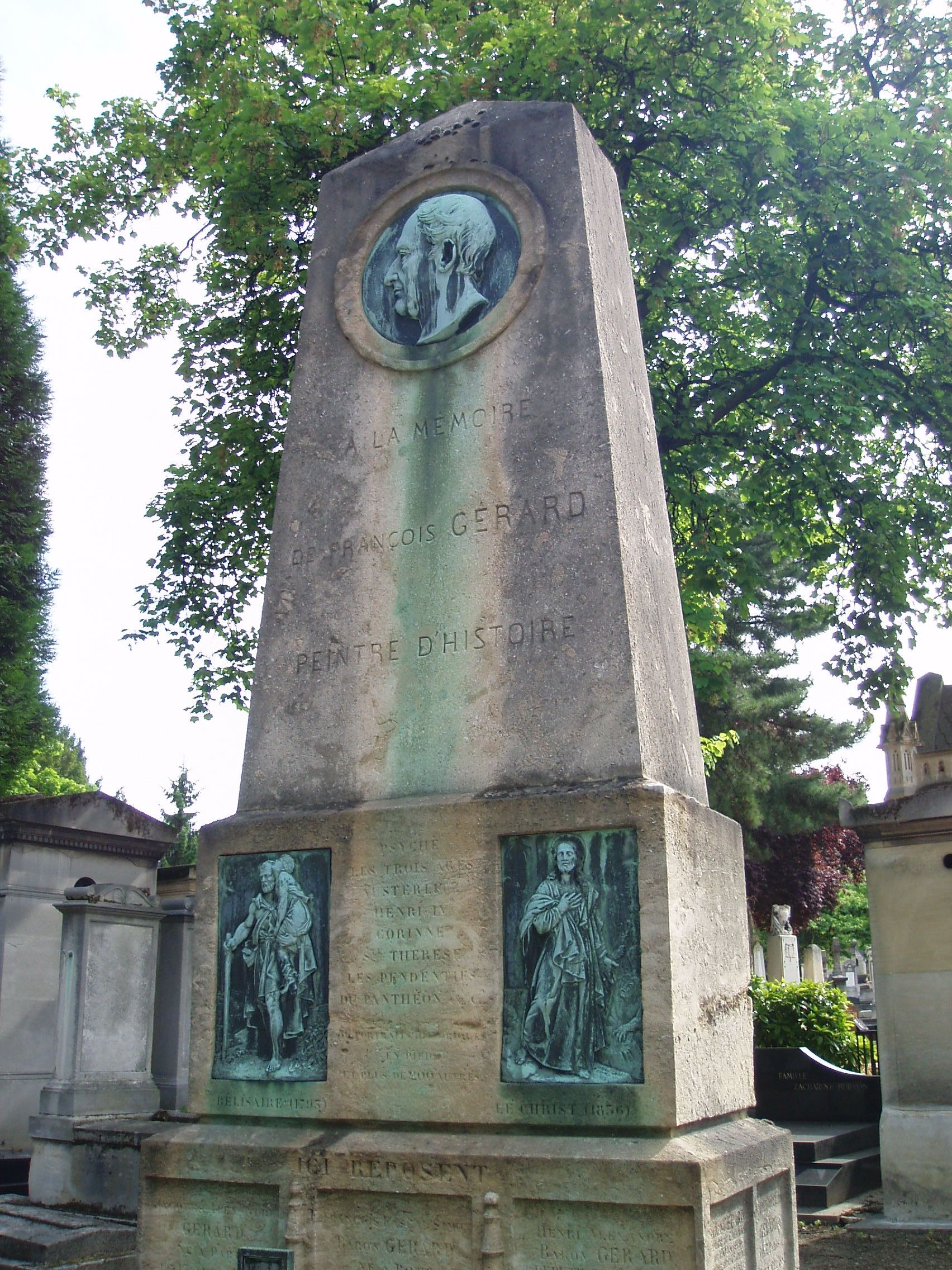
Могила Франсуа Жерара
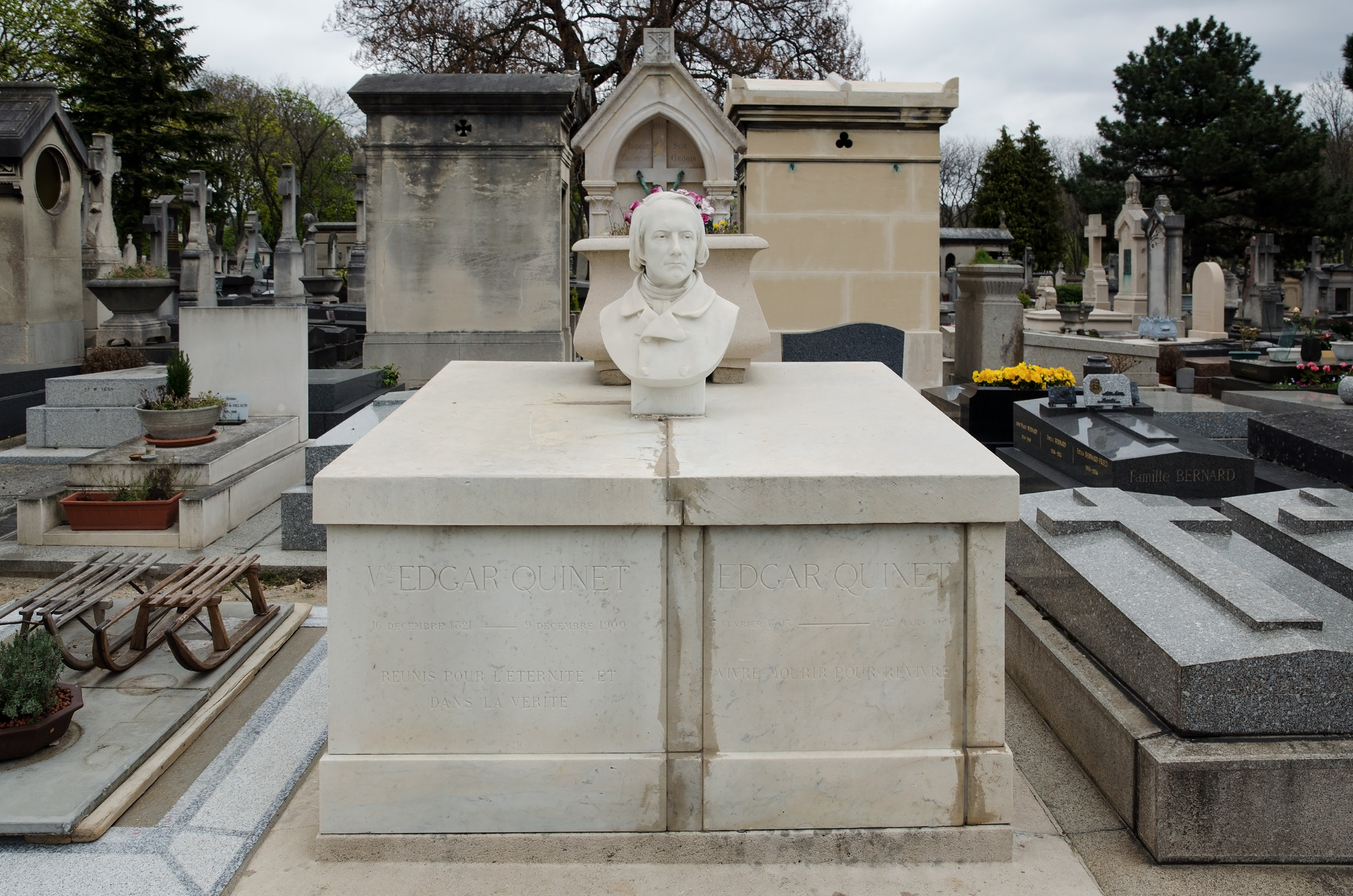
Могила Эдгара Кинэ
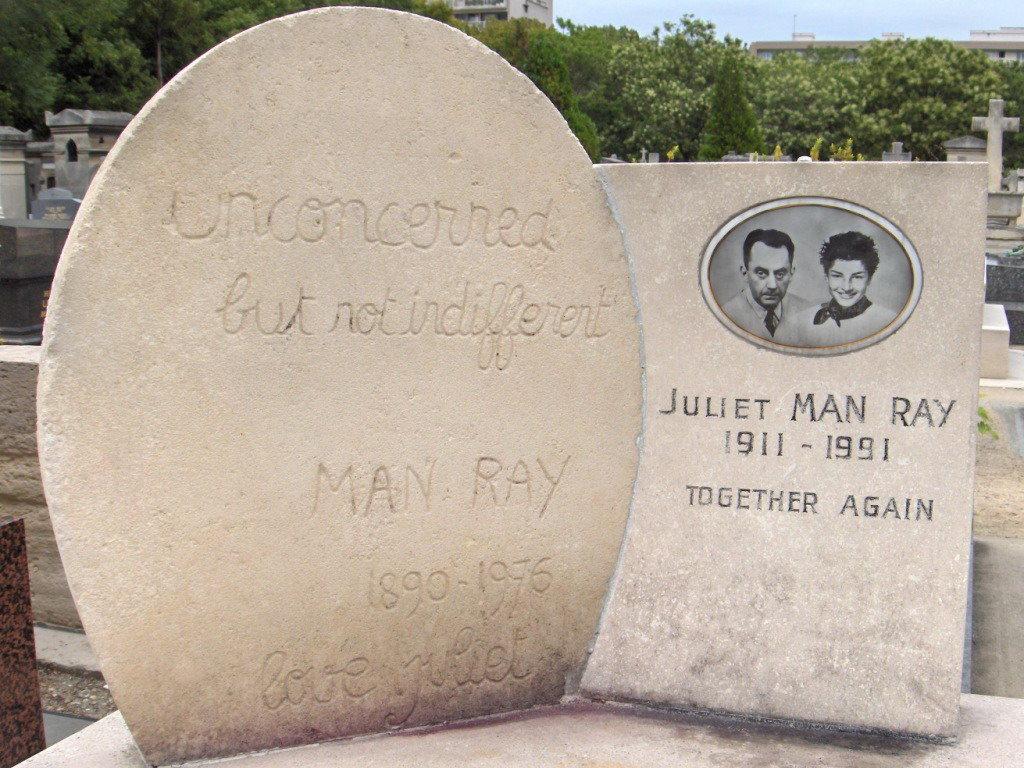
Могила Жюльет и Мана Рэя
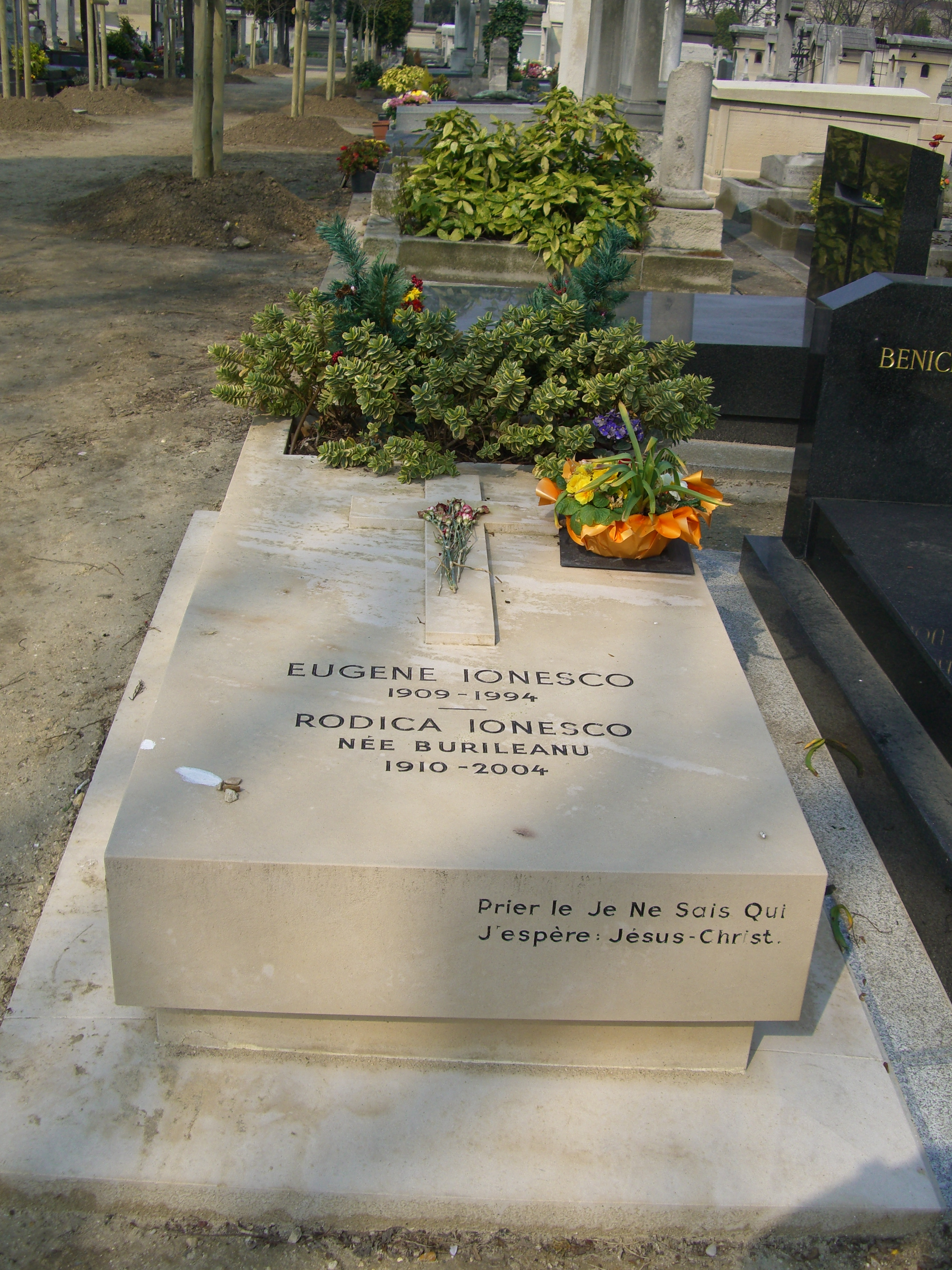
Могила Эжена Ионеско
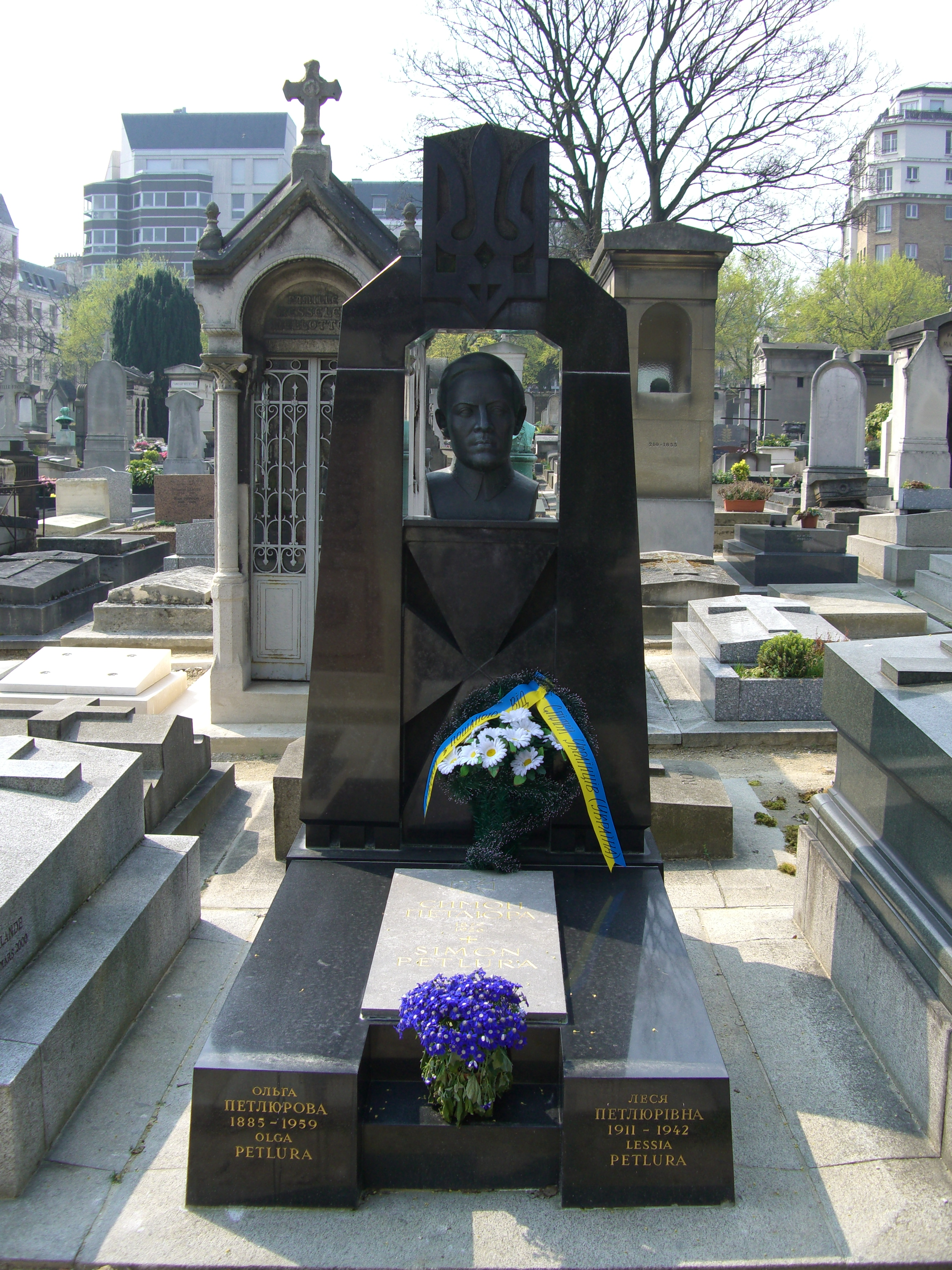
Могила Симона Петлюры
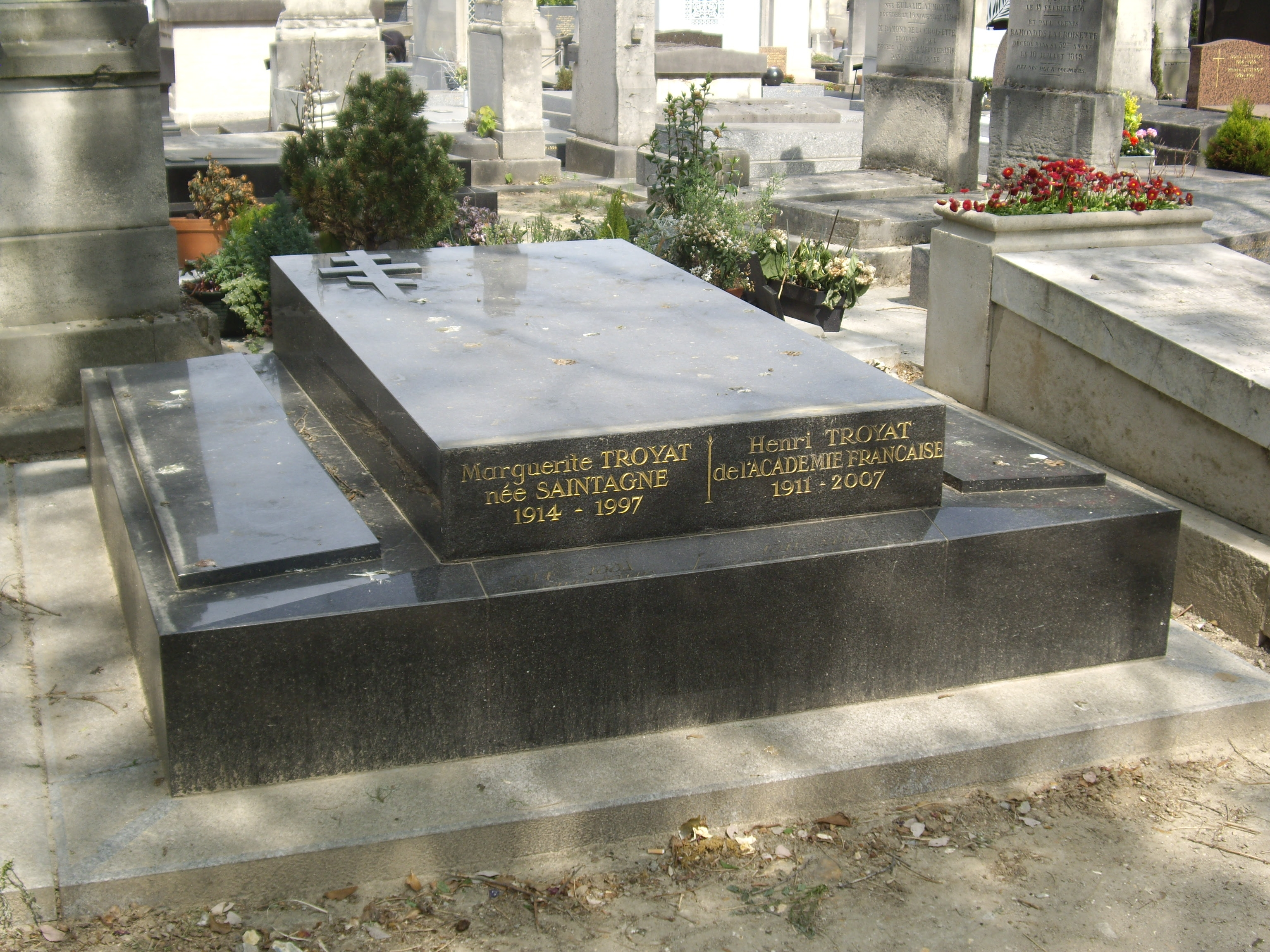
Могила Анри Труайя
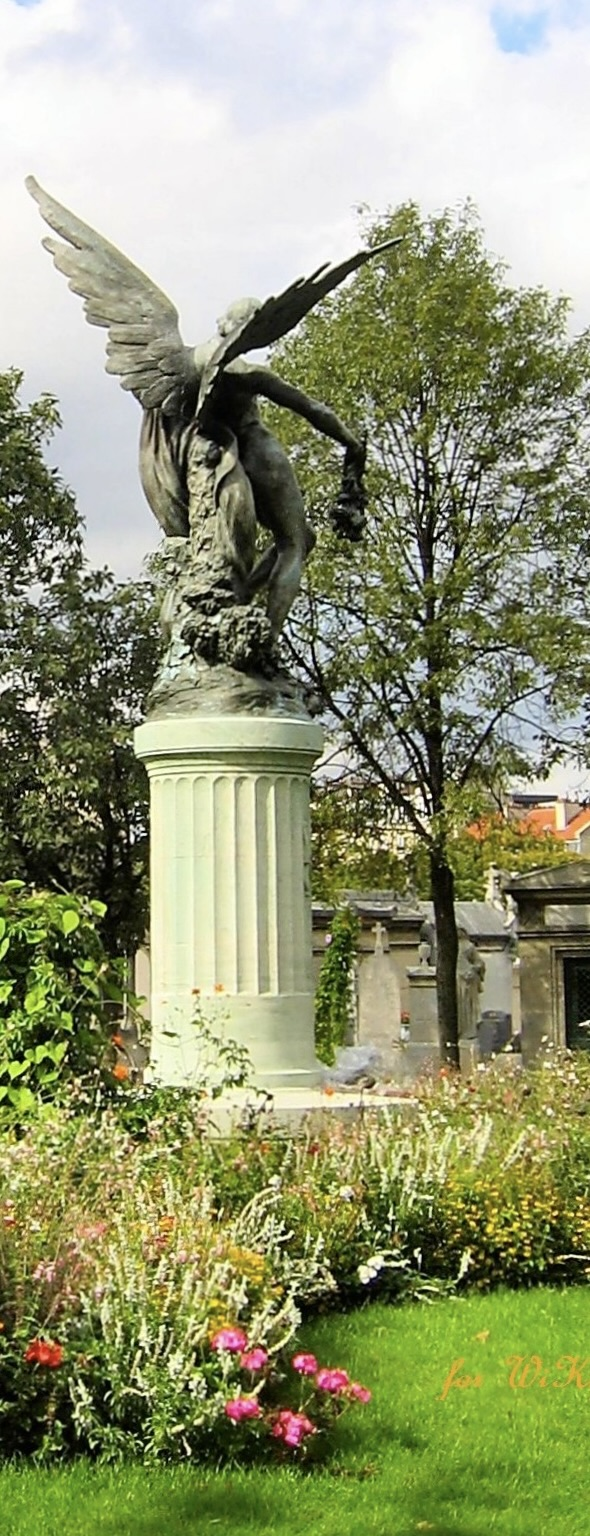
Кладбище с башней Монпарнас на заднем плане
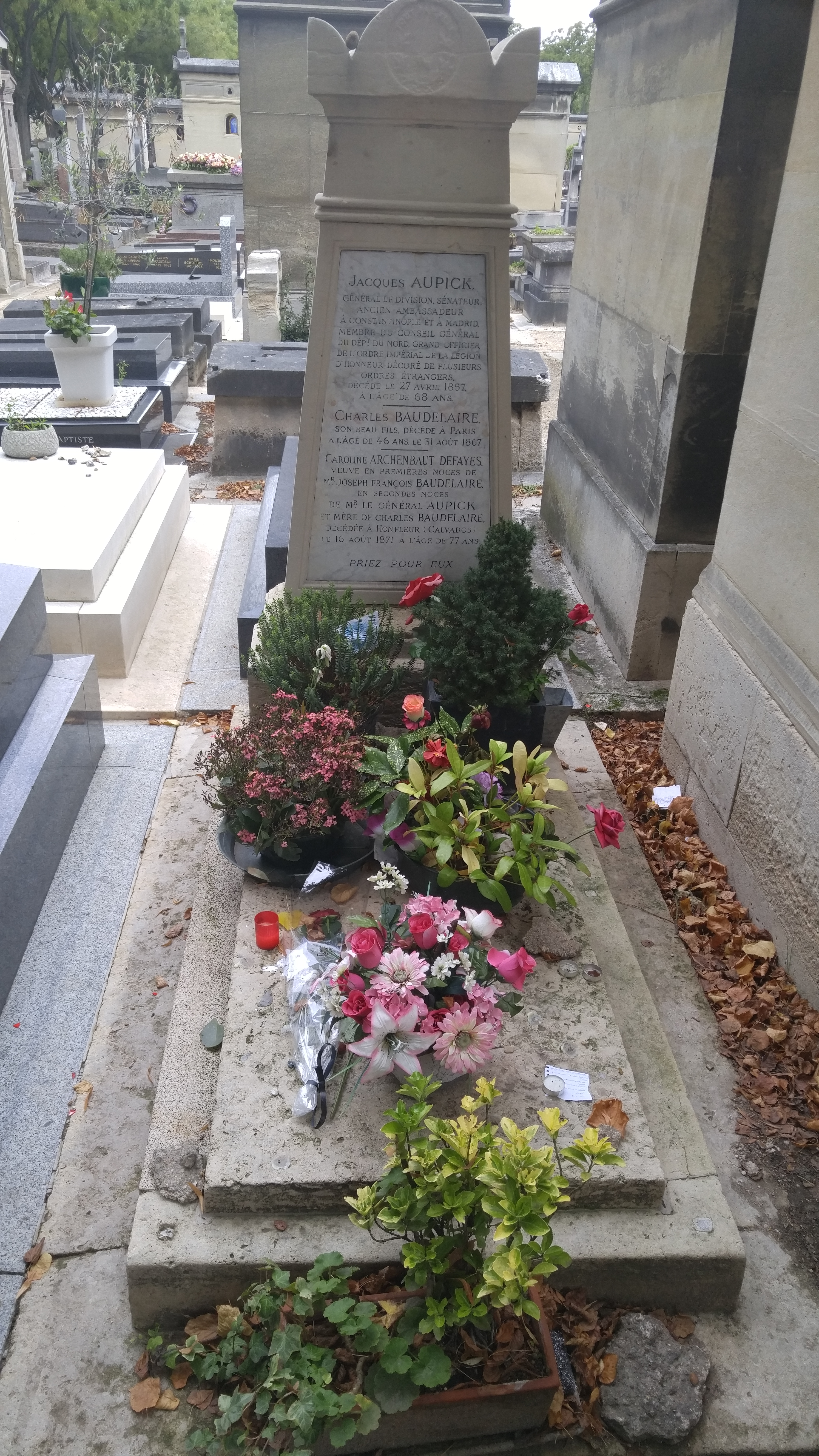
Могила Шарля Бодлера
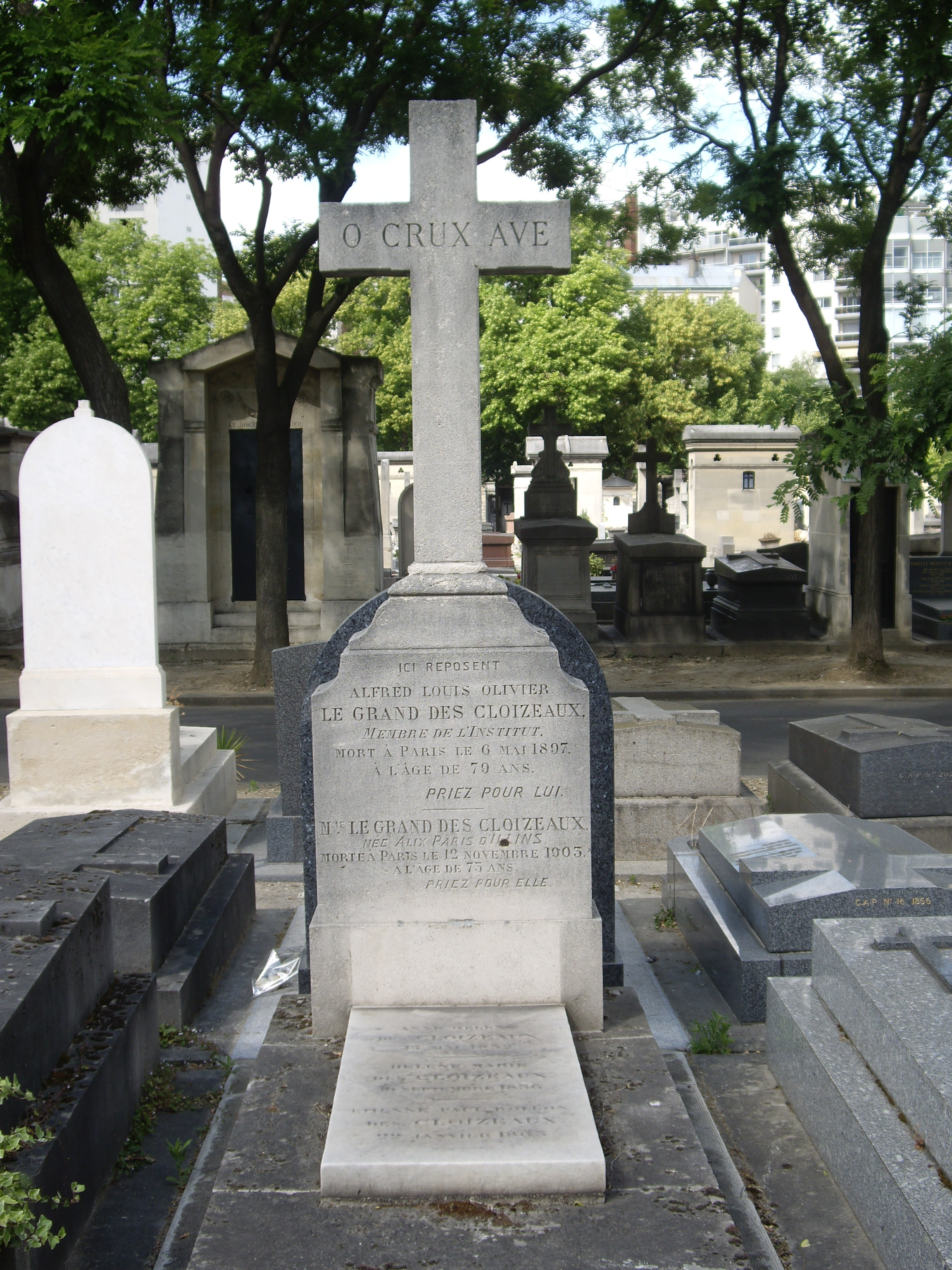
Могила Де Клуазо